# 新堀ギター音楽院
新堀ギター音楽院（にいぼりギターおんがくいん）は、日本の音楽教室である。本記事では、運営企業である株式会社新堀ギターアカデミー、および関連する学校法人についても扱う。

## 概要
新堀寛己によって東京都杉並区阿佐ヶ谷に創設。各地で新堀ギター教室・新堀音楽専門学校を経営するまでに拡大したが、1988年（昭和63年）母体である株式会社日本ギターアカデミーは経営破綻。清算を経て2005年（平成17年）、株式会社新堀ギターアカデミーとして再出発した。のれん分けにより独立した教室が日本各地に存在し、「新堀ギター」と書かれたブリキ製の看板が全国各地に存在している。

## 沿革
（沿革の主な出典）
- 1957年（昭和32年） : 新堀ギター音楽院創立。
- 1983年（昭和58年） : 奈良新堀ギター音楽院設立[5]。
- 1988年（昭和63年） : 株式会社日本ギターアカデミー倒産。
- 1998年（平成10年） : お茶の水キャンパス開校。
- 1999年 : 国際新堀芸術学院本館が洋光台キャンパスより藤沢キャンパスへ移転。
- 2003年 : 国際新堀芸術学院3号館が本館に隣接し開校。
- 2005年 : 株式会社新堀ギターアカデミー設立。
- 2011年 : 新堀ライブ館完成。ライブ館開校。
- 2013年 : 専門課程音楽芸術学科4年コース設置、国家資格「高度専門士」の称号を取得可となる。
- 2014年 : 銀座キャンパスを開校。
- 2016年：沼津新堀ギター音楽院設立[2]。

## 音楽教室
新堀ギター音楽院（直営教室）
神奈川県
- 藤沢、湘南とうきゅう、平塚、大船、大和、新城、綱島、中山、港南台、上大岡、本厚木、桜木町、横須賀、小田原

東京都
- 水道橋、西荻窪、錦糸町、蒲田、銀座、学芸大学

千葉県
- 船橋

ブランド教室・友好教室
名古屋新堀ギター音楽院　ほか
日本国外の教室
- 洪再添巴羅克音楽学院（台中）
- 李如石音楽学院（韓国）
- 南京飛音ギター音楽院（南京）
- 誠志古典ギター学校（北京）
- 国立シンガポール大学オーケストラ（シンガポール）

## 音楽専門学校
- 学校法人新堀学園・専門学校国際新堀芸術学院（湘南藤沢キャンパス）